# Mathis der Maler
Mathis der Maler ist eine Oper in sieben Bildern von Paul Hindemith, der auch das Libretto verfasste. Im Mittelpunkt der Oper steht das Leben des Malers Matthias Grünewald zur turbulenten Zeit der Reformation und der Bauernkriege. Inspiriert zu diesem Werk wurde Hindemith durch die Bilder des Isenheimer Altars, mit denen er sich bereits vor der Ausarbeitung der Oper in der Symphonie Mathis der Maler auseinandersetzte.

## Handlung

### Erstes Bild: Klosterhof der Antoniter
Mathis, Hofmaler des Erzbischofs, bemalt im Mainzer Antoniterkloster die Wände des Kreuzganges. Plötzlich stürzt Hans Schwalb, der Führer der aufständischen Bauern, herein, gefolgt von seiner Tochter Regina. Um Schwalb vor seinen Verfolgern zu retten, leiht ihm Mathis sein Pferd. Als die Häscher eintreffen, bekennt sich Mathis zu seiner Tat.

### Zweites Bild: Saal in der Martinsburg zu Mainz
Bürger haben sich zur Begrüßung Kardinal Albrechts eingefunden. Der Offizier Silvester von Schaumberg erkennt in Mathis den Mann, der Schwalb die Flucht ermöglicht hat. In einer leidenschaftlichen Rede bekennt Mathis seine Sympathie für die Bauern. Daraufhin entlässt ihn der Kardinal aus seinen Diensten.

### Drittes Bild: Marktplatz in Mainz
Die Bücher der Protestanten sollen verbrannt werden. Viele Bürger empören sich darüber. Um sie zu beruhigen, verliest Capito, ein Vertrauter Albrechts, ein Schreiben Luthers, in dem dieser den Kardinal auffordert, den neuen Glauben anzunehmen und zu heiraten. Capito, der in einer Eheschließung seines Herrn mit einem reichen Bürgermädchen durchaus etwas Vernünftiges sieht, will Albrecht bewegen, Luthers Bitte nachzukommen. Ursula, die Tochter des angesehenen Mainzer Bürgers Riedinger, will sich dafür hergeben, obwohl sie seit ihrer Jugend in Mathis verliebt ist. Der aber will das Mädchen nicht an sich binden, weil er nicht mehr der Jüngste ist und ihr keine gesicherte Existenz bieten kann.

### Viertes Bild: Das zerstörte Königshofen
Die Bauern haben Königshofen erobert und weitgehend zerstört. Während sie Graf Helfenstein zur Hinrichtung führen, muss dessen Frau die Bauern bedienen. Mathis steht der Gräfin bei und wird dafür niedergeschlagen. Da stürzt Schwalb herbei, um die Bauern zu neuem Kampf anzustacheln. In der folgenden Schlacht erleiden die Aufrührer eine herbe Niederlage. Schwalb fällt vor den Augen seiner Tochter. Mathis soll hingerichtet werden. Auf Fürsprache der nun verwitweten Gräfin Helfenstein sieht man jedoch davon ab.

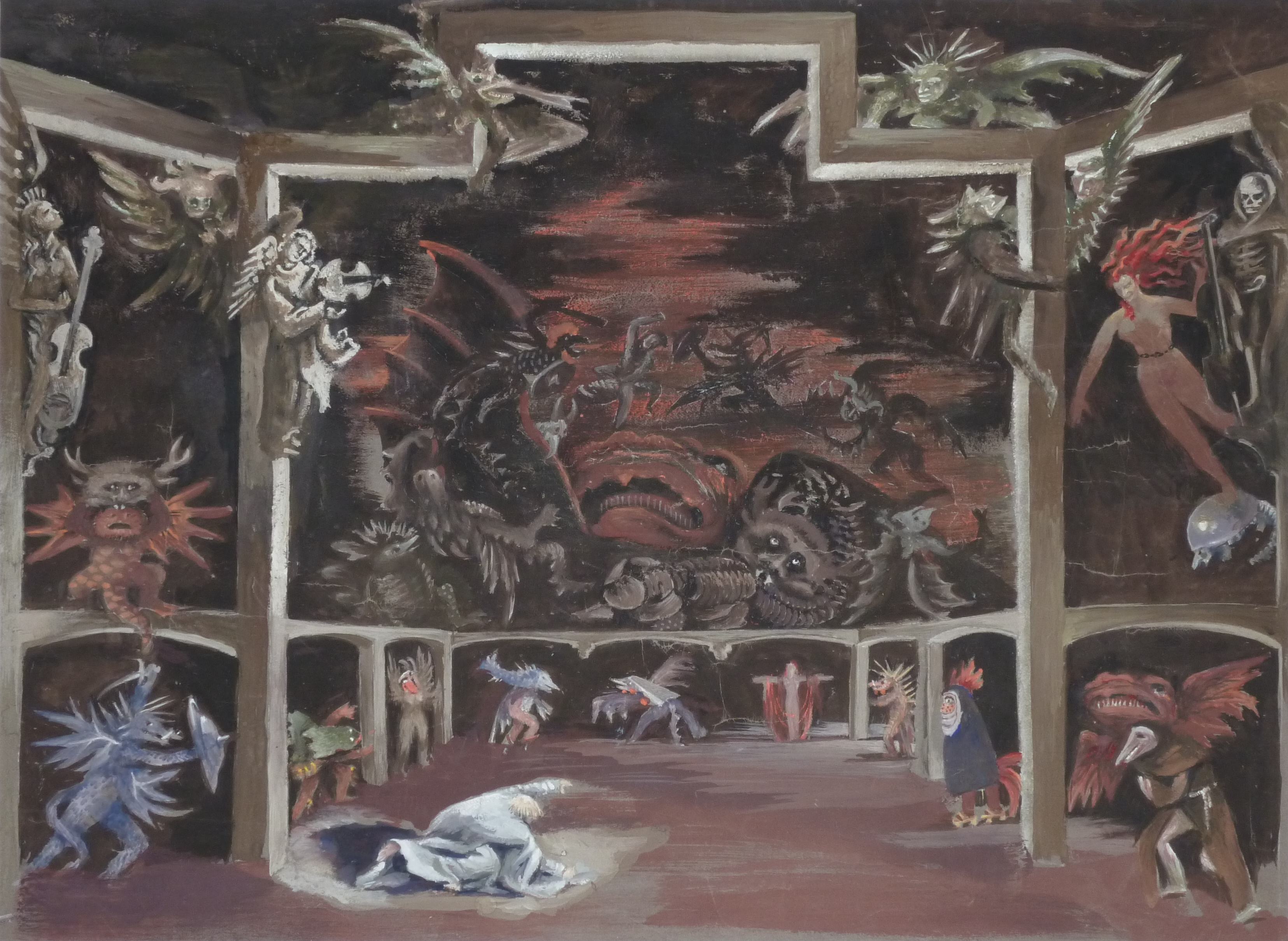
Bühnenbildentwurf von Helmut Jürgens für Mathis der Maler von P. Hindemith, Aufführung München 1948

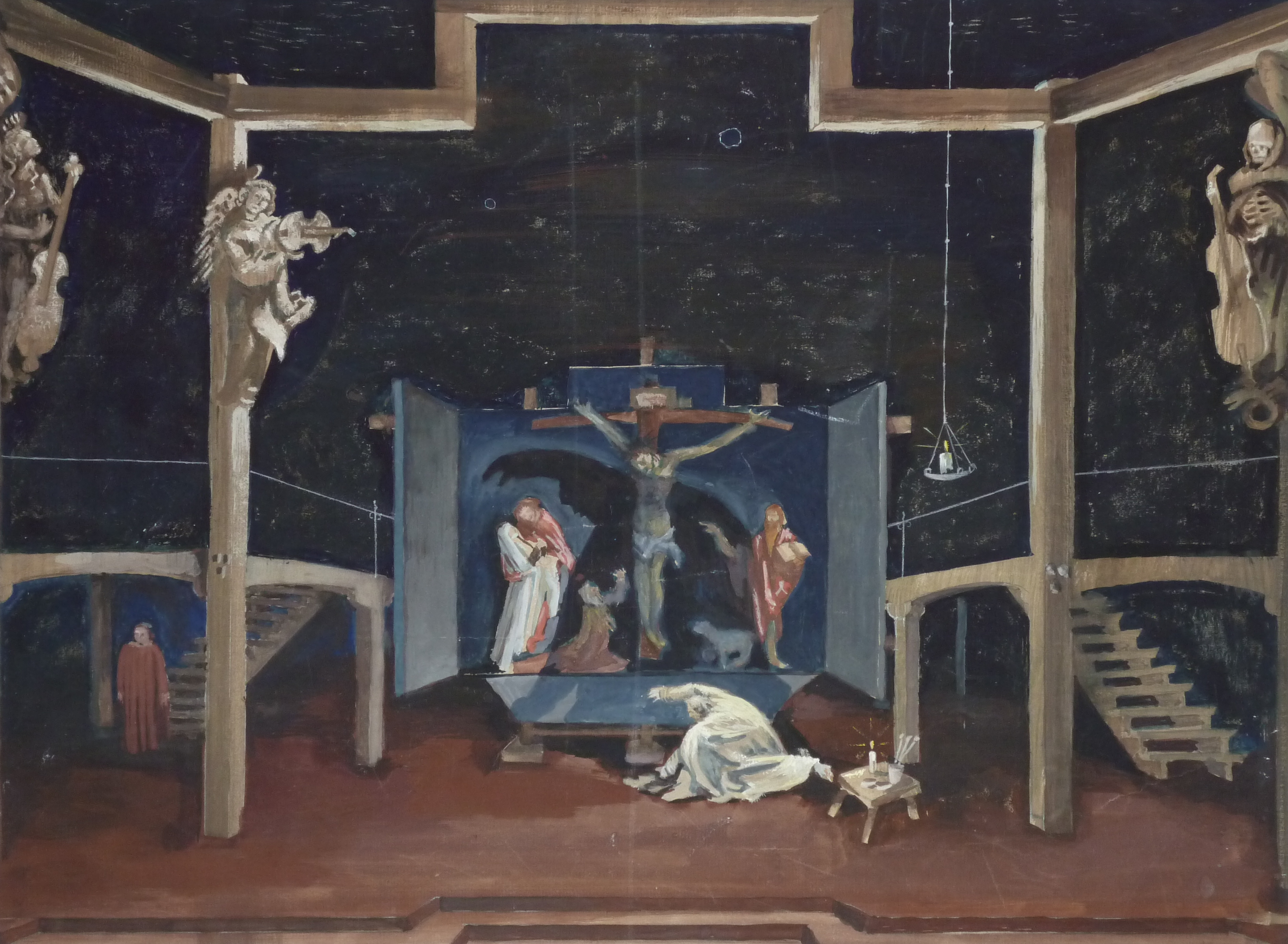
Bühnenbildentwurf von Helmut Jürgens für Mathis der Maler von P. Hindemith, Aufführung München 1948

### Fünftes Bild: Arbeitszimmer des Kardinals
Ursula Riedinger, ihr Vater und Capito bemühen sich, den Kardinal zur Heirat zu bewegen. Der aber will seinem alten Glauben treu bleiben.

### Sechstes Bild: Im Odenwald
Mathis und Regina sind auf der Flucht. Letztere ist durch den Tod ihres Vaters tief betrübt. Während die beiden im Odenwald rasten, erzählt Mathis dem Mädchen von musizierenden Engeln. Darüber schläft Regina ein. Es verdichten sich Wirklichkeit und Traum zu den Bildern des Isenheimer Altars: „Die Versuchung des heiligen Antonius“ und „Antonius in der Einsiedelei“. Kardinal Albrecht erscheint in Gestalt des heiligen Petrus und befiehlt Mathis: „Gehe hin und bilde!“

### Siebtes Bild: Mathis’ Atelier in Mainz
Mathis hat den wunderbaren Altar geschaffen. Die Anstrengung darüber hat seine Kräfte verschlissen. Regina, die von Ursula liebevoll gepflegt worden ist, stirbt in Mathis’ Werkstatt. Albrecht kommt ein letztes Mal zu Mathis und bittet ihn, er möge für den Rest seines Lebens in seiner Nähe bleiben. Mathis aber will sein Leben einsam beschließen. In eine Truhe legt er eine Papierrolle, die Auskunft über seine Taten gibt, sowie einen Maßstab, einen Zirkel, Farben und Pinsel. Er sehnt sich nach der ewigen Ruhe.

## Musik

### Orchesterbesetzung
Zwei Flöten, zwei Oboen, zwei Klarinetten, zwei Fagotte, vier Hörner, zwei Trompeten, drei Posaunen, eine Basstuba, Pauken, Schlagzeug, Streicher.

### Historische Vorlagen
Hindemith verwendete für die Komposition Barockformen wie Chaconne und Concerto grosso sowie Originalzitate aus dem von Franz Magnus Böhme edierten Altdeutschen Liederbuch von 1877.

## Entstehung

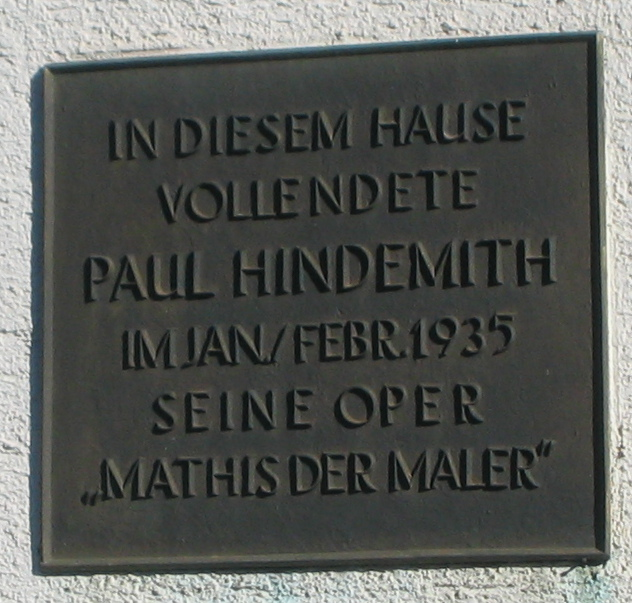
Schild an einem Haus in Lenzkirch, in dem Hindemith Anfang 1935 das Werk vollendete

Nachdem Versuche mit bekannten Schriftstellern gescheitert waren, entwickelte Hindemith selbst das Libretto, das er zuerst über den Buchdrucker Johannes Gutenberg schreiben wollte. Aber nach der Machtübergabe an die Nationalsozialisten wandte er sich Matthias Grünewald zu. Im September 1933 beendete er den ersten Librettoentwurf. Die Vor- und Zwischenspiele komponierte er als erstes und diese wurden 1934 als Symphonie Mathis, der Maler uraufgeführt. Nachdem er das Libretto umgearbeitet hatte, beendete er am 27. Juli 1935 die Partitur. In dieser Oper setzte sich Hindemith mit den gesellschaftlichen Aufgaben eines Künstlers auseinander.

## Rezeptionsgeschichte
Die Uraufführung der Sinfonie „Mathis der Maler“ fand am 12. März 1934 unter Wilhelm Furtwängler in Berlin statt, jedoch wurde durch eine von Alfred Rosenberg angeführte Kampagne noch in demselben Jahr ein Aufführungsboykott der Werke Hindemiths erwirkt. Diese Nachricht platzte in die Vorbereitungen zu der fest geplanten Aufführung der Oper hinein. Hierauf drohte Furtwängler mit Rücktritt und setzte sich in einem aufsehenerregenden Zeitungsbeitrag für Hindemith ein. Da jedoch die NS-Führung nicht wie erhofft einlenkte, „trat Furtwängler am 4. Dezember nicht nur von seinem jungen Amt als Staatsoperndirektor zurück, sondern legte auch die Leitung des Berliner Philharmonischen Orchesters nieder und ließ sich vom Amt des Vizepräsidenten der RMK entbinden“. Da selbst der hierdurch ausgelöste Skandal keine Änderung der starren NS-Position bewirkte, entschloss sich Hindemith schließlich zur Emigration. Die Uraufführung der vollständigen Oper fand dann am 28. Mai 1938 im Stadttheater Zürich statt. In Deutschland erfolgte die Erstaufführung am 13. Dezember 1946 im Staatstheater Stuttgart.

## Sinfonie
Weitaus bekannter als die Oper ist die Sinfonie, die einen Auszug der gleichnamigen Oper bildet. Hindemith strebte mit der Sinfonie an, den Isenheimer Altar musikalisch umzusetzen. Sie besteht dem Altar entsprechend aus drei Sätzen:
1. Engelkonzert
2. Grablegung
3. Versuchung des heiligen Antonius

Das Material dieser Sätze findet sich in der Oper an folgenden Stellen wieder:
1. Ouvertüre
2. Orchester-Zwischenspiel des letzten Bilds
3. Orchester-Reprise der Szene mit Mathis’ Visionen aus dem sechsten Bild